# دبليو. دبليو. هيكس
دبليو. دبليو. هيكس (بالإنجليزية: W. W. Hicks) هو سياسي أمريكي، ولد في 9 يوليو 1843 بمقاطعة دارلينجتون في الولايات المتحدة، وتوفي في 23 سبتمبر 1925 في نفس البلد. حزبياً، نشط في الحزب الديمقراطي. وقد انتخب عضو مجلس نواب لويزيانا.